# ديفيد أدوغار
ديفيد أدوغار (بالإسبانية: David Andújar Jiménez)‏ هو لاعب كرة قدم إسباني، ولد في 21 أغسطس 1991 في توريخون دي أردوز في إسبانيا. لعب مع رايو ماخاداهوندا.

## وصلات خارجية
- ديفيد أدوغار على موقع قاعدة بيانات كرة القدم.إي يو (الإنجليزية)
- ديفيد أدوغار على موقع Soccerway.com (الإنجليزية)